# Anders Krohn
Anders Krohn (* 15. November 1987 in Stavanger) ist ein norwegischer Automobilrennfahrer. Er nahm von 2010 bis 2012 an der Indy Lights teil.

## Karriere
Krohn begann seine Motorsportkarriere 1996 im Alter von acht Jahren im Kartsport. Da er in Norwegen erst mit elf Jahren an Kartrennen teilnehmen durfte, startete er zunächst in Großbritannien und Schweden zu Kartrennen. Krohn blieb bis 2006 im Kartsport aktiv und gewann mehrere Meistertitel. Unter anderem wurde er 2003 norwegischer ICA-Kartmeister, 2004 norwegischer Formel-A-Kartmeister, 2005 nordischer ICC-Kartmeister sowie 2006 norwegischer ICC-Kartmeister.
Nachdem Krohn 2006 zunächst in der schwedischen Junior Touring Car Championship (JTCC), einer Tourenwagen-Meisterschaft, Elfter geworden war, wechselte er 2007 in den Formelsport. Mit 6 Siegen aus 13 Rennen wurde er hinter Francesco Pastorelli Vizemeister der Benelux Formel Ford. 2008 trat Krohn zu zwei weiteren Rennen dieser Serie an und belegte den 21. Gesamtrang. Sein Hauptaugenmerk lag allerdings auf einer anderen Rennserie: Krohn wechselte in die nordamerikanische F2000 Championship Series. Für Andersen Racing startend gewann der Rennfahrer 9 von 14 Rennen und entschied den Titelkampf mit 570 zu 422 Punkten gegen seinen Teamkollegen Jonny Baker deutlich für sich. 2009 wechselte Krohn in die Star Mazda Series zu Mundill. Er gewann ein Rennen und schloss die Saison auf dem sechsten Platz in der Fahrerwertung ab. 2010 blieb Krohn in dieser Meisterschaft und kehrte zu Andersen Racing zurück. Obwohl er kein Rennen gewann und drei zweite Plätze seine besten Resultate waren, wurde Krohn Vizemeister hinter Conor Daly. Außerdem debütierte er für sein Team in der Indy Lights und belegte mit einem Start den 29. Platz in der Fahrerwertung.
2011 ging Krohn für Belardi Auto Racing in der Indy Lights an den Start. Zwei fünfte Plätze waren seine besten Ergebnisse und er schloss die Saison auf dem siebten Rang ab. Teamintern unterlag er Jorge Goncalvez mit 333 zu 371 Punkten. 2012 trat Krohn für Bryan Herta Autosport zu zwei Indy-Lights-Rennen an. Er wurde 20. in der Fahrerwertung. Darüber hinaus nahm er an einem Rennen der Rolex Sports Car Series teil.

## Sonstiges
Wegen seiner norwegischen Herkunft erhielt Krohn den Spitznamen The Viking (Der Wikinger).

## Karrierestationen
| - 1996–2006: Kartsport - 2006: Schwedische JTCC (Platz 11) - 2007: Benelux Formel Ford (Platz 2) - 2008: F2000 Championship Series (Meister) | - 2008: Benelux Formel Ford (Platz 21) - 2009: Star Mazda Series (Platz 6) - 2010: Star Mazda Series (Platz 2) - 2010: Indy Lights (Platz 29) | - 2011: Indy Lights (Platz 7) - 2012: Indy Lights (Platz 20) - 2012: Rolex Sports Car Series, GT |